# Gârla Huțanilor
Il fiume Gârla Huțanilor è un affluente del fiume Siret in Romania. Scorre nel distretto di Botoșani, nei comuni di Vlădeni e Corni.